# Yong’an (sockenhuvudort i Kina, Guizhou Sheng, lat 28,24, long 108,67)
Yong'an (kinesiska: 永安, 永安乡) är en sockenhuvudort i Kina. Den ligger i provinsen Guizhou, i den sydvästra delen av landet, omkring 270 kilometer nordost om provinshuvudstaden Guiyang. Antalet invånare är 8 692. Befolkningen består av 4 274 kvinnor och 4 418 män. Barn under 15 år utgör 31 %, vuxna 15-64 år 55 %, och äldre över 65 år 12,0 %.